# Dick Farley
Richard L. „Dick” Farley (ur. 13 kwietnia 1932 w Winslow, zm. 1 października 1969 w Fort Wayne) – amerykański koszykarz, występujący na pozycjach rzucającego obrońcy lub niskiego skrzydłowego, mistrz NBA z 1955.
W latach 1956–1958 został zmuszony do zawieszenia kariery ze względu na obowiązek odbycia służby wojskowej w Siłach Powietrznych Stanów Zjednoczonych.

## Osiągnięcia
NCAA
- Mistrz:
  - NCAA (1953)
  - sezonu regularnego konferencji (1953, 1954)
- Uczestnik rozgrywek Sweet 16 turnieju NCAA (1953, 1954)

NBA
- Mistrz NBA (1955)[1]